# Kärsa
Koordinaten: 58° 11′ N, 27° 5′ O

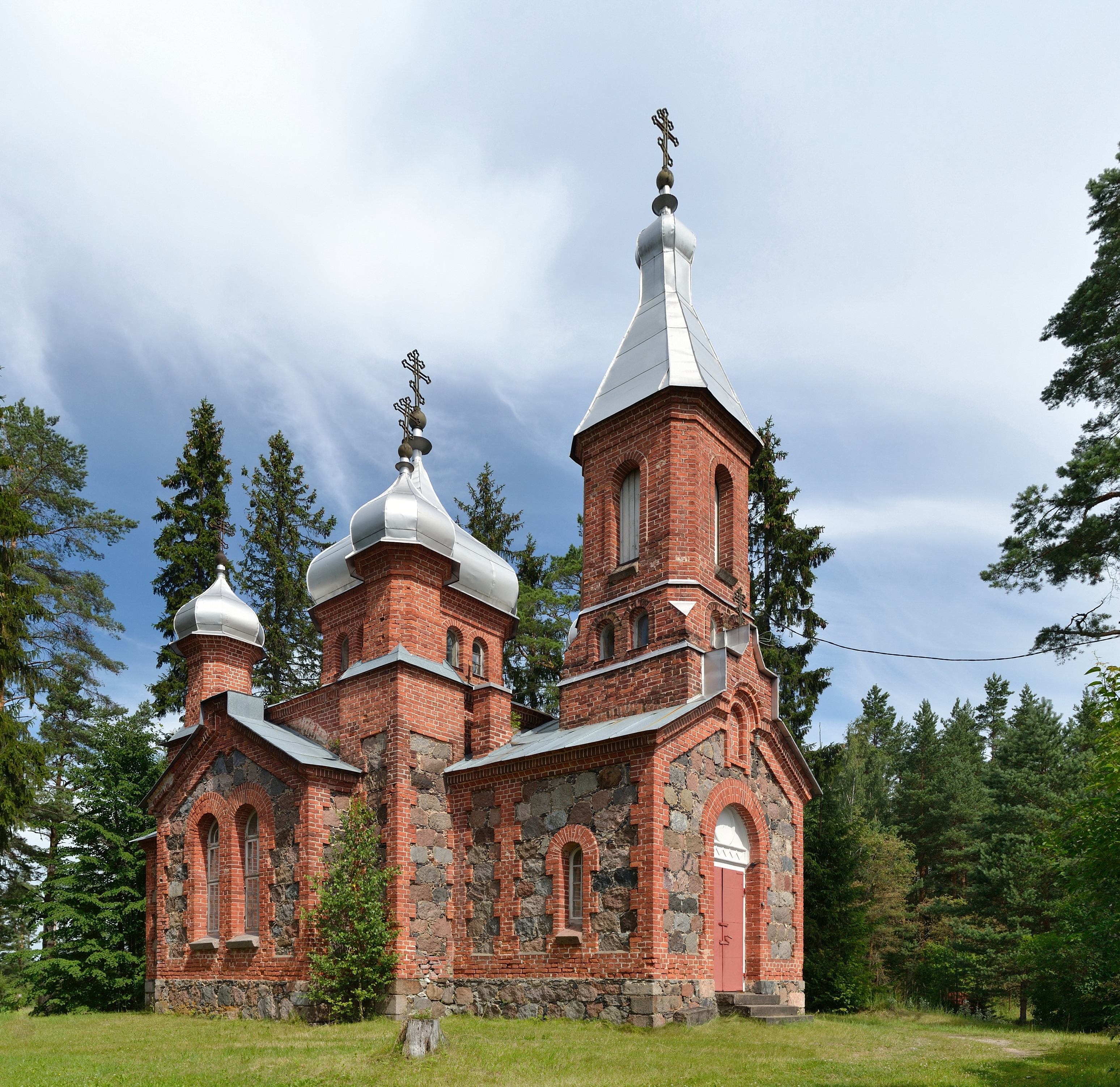
Kirche von Kärsa

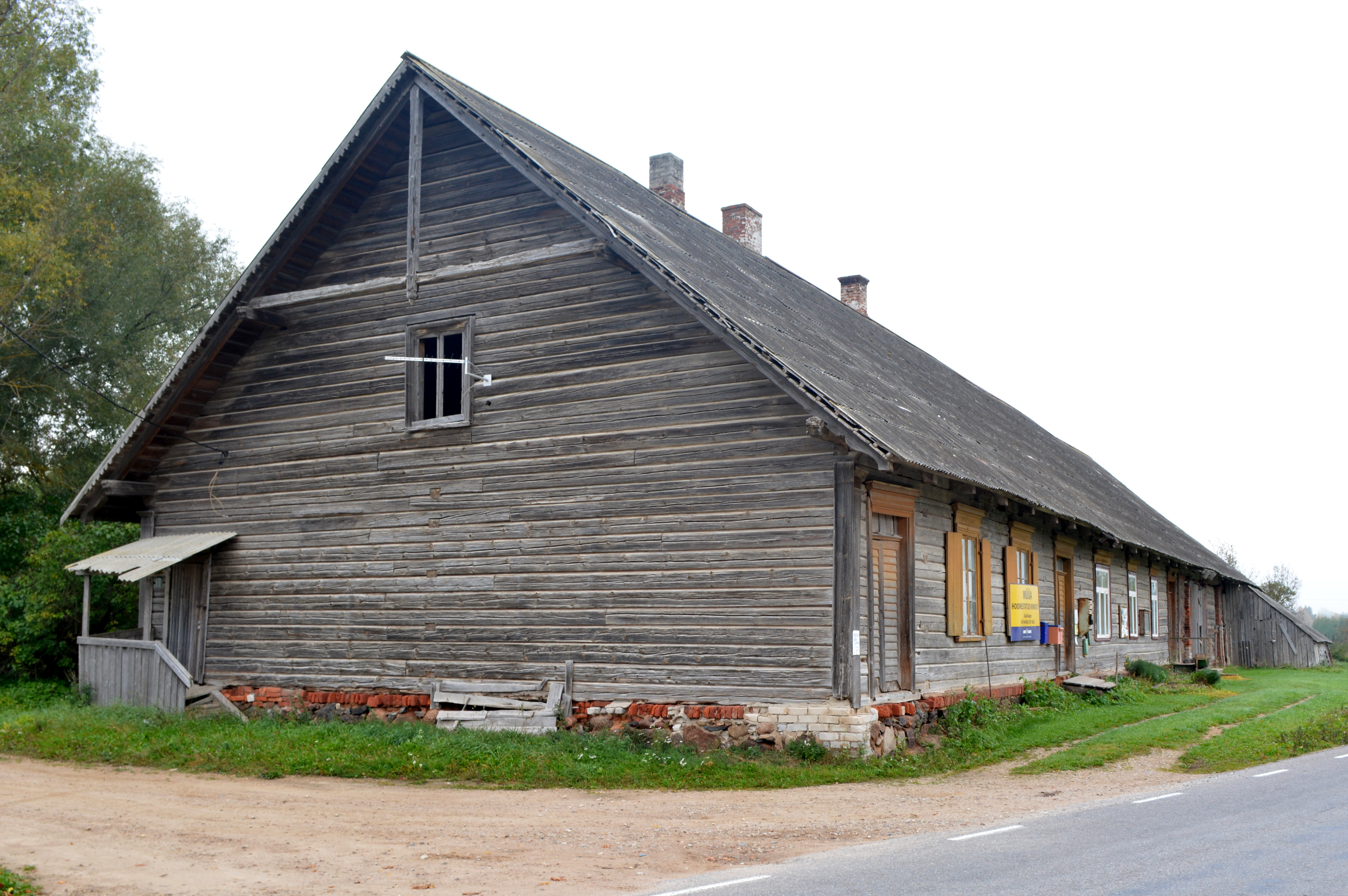
Alte Schänke

Kärsa (deutsch Kersa) ist ein Dorf (estnisch küla) im Südosten Estlands. Es gehört zur Gemeinde Põlva (bis 2017 Ahja) im Kreis Põlva.

## Einwohnerschaft, Lage und Geschichte
Das Dorf hat 110 Einwohner (Stand 31. Dezember 2011). Es liegt 30 Kilometer südöstlich der zweitgrößten estnischen Stadt Tartu.
Kärsa wurde erstmals 1582 unter dem Namen Kiersakulla urkundlich erwähnt. Eine Kapelle bestand am Ort noch im Jahr 1680. Anschließend verlieren sich ihre Spuren.
Etwa zur selben Zeit entstand im Ortsteil Sulbi eine Mühle, die heute noch erhalten ist.

## Christi-Geburt-Kirche
Zwei Kilometer südöstlich des Dorfkerns liegt im Ortsteil Popsikurmu am Fluss Ahja die Christi-Geburt-Kirche von Kärsa.
Sie wurde 1878 als orthodoxes Gotteshaus im russischen Stil errichtet. Die Kirche stand seit den 1960er Jahren leer und verfiel zusehends. 1989/1990 wurde sie von den Methodisten erworben und anschließend umfassend renoviert.
Die zeitgenössischen Altargemälde zeigen Szenen aus der Offenbarung des Johannes, unter anderem das Ölgemälde „Lebensbaum“. Die Werke stammen von dem schwedischen Maler Dolf Mayern.

## Schänke
Die an der Landstraße gelegene Schänke mit ihren Nebengebäuden stammt aus der zweiten Hälfte des 19. Jahrhunderts. Das Gasthaus ist mit einer Länge von 46 Metern eines der größten seiner Art in Estland.